# Simón de Ágreda y Martínez de Cabezón
Simón de Ágreda y Martínez de Cabezón (San Román de Cameros, La Rioja, 22 de octubre de 1748 – Puerto Real, Cádiz, 1840) fue un naviero, economista, escritor, político y benefactor.

## Biografía
Primogénito del matrimonio formado por Diego de Ágreda y Sáenz de Rivabellosa, caballero divisero hijodalgo del Antiguo e Ilustre Solar de Tejada, maestro tejedor, natural de Torre en Cameros, y su mujer María Ana Martínez de Cabezón, natural de San Román de Cameros.
Al morir su padre, y a instancias de su tío carnal Francisco Martínez Cabezón, comerciante vecino de la Ciudad de México, se desplaza a Cádiz en 1763 y embarca hacia Nueva España donde asiste en Veracruz a una Escuela Comercial donde adquiere conocimientos mercantiles. A partir de 1772, ya matriculado en la carrera de Indias, realizó numerosas travesías entre Cádiz y la América hispana con mercancías a bordo de buques fletados que, más tarde, serán de su propiedad.
En 1784 se traslada a vivir a Cádiz, donde desempeña el cargo de procurador síndico del ayuntamiento en 1801. En 1804 es miembro del Tribunal del Consulado y presidente desde 1809. Vicepresidente de la Junta Superior de Cádiz en 1811, donde desempeñó su pariente Romualdo Pascual de Tejada el cargo de primer vocal. Fue bienhechor de su villa natal San Román de Cameros donde fundó una escuela gratuita en 1787, además de protector de la Casa de Misericordia de Cádiz.
En 1797 es recibido como caballero divisero hijodalgo en el Antiguo e Ilustre Solar de Tejada, al igual que su padre, abuelo y demás antepasados, donde es nombrado diputado por Jalón de Cameros en 1801. Gana junto a su hermano Diego Real Carta Ejecutoria de Hidalguía ante la Real Chancillería de Valladolid en 1798. El gran apoyo que facilitaron al Rey Fernando VII en la guerra contra Francia fue reconocido con la concesión del título de conde de Casa de Ágreda, previa cancelación del previo de vizconde de Casa Tejada, para su hermano Diego de Ágreda y Martínez de Cabezón en 1811.
Casa en 1788 con María Josefa Ximénez-Chantre y Tinoco, hija del hidalgo Tiburcio Juan Antonio Ximénez-Chantre y Guzmán y de su esposa Francisca Tinoco Delgado, naturales todos de Ayamonte. Sus negocios tuvieron continuidad en su primogénito José Antonio de Ágreda y Ximénez-Chantre, caballero de la Real Orden de Carlos III, y su descendencia entroncó con la aristocracia andaluza, figurando entre sus descendientes los propios condes de Casa de Ágreda, los marqueses de Villamarta-Dávila, los marqueses de Mirabal, los marqueses de Bonanza, los marqueses de Montalbo, los marqueses de Zugasti, los marqueses del Contadero, los marqueses de las Navas de Navarra, los marqueses de Villahermosa, los marqueses de Castilleja del Campo, los marqueses de los Ríos, los condes de Montegil, los condes de Villafuente Bermeja, los condes de Garvey, los condes de las Atalayas, los condes del Álamo, los condes de Moral de Calatrava o los barones de Algar del Campo.